# Canalipalpata

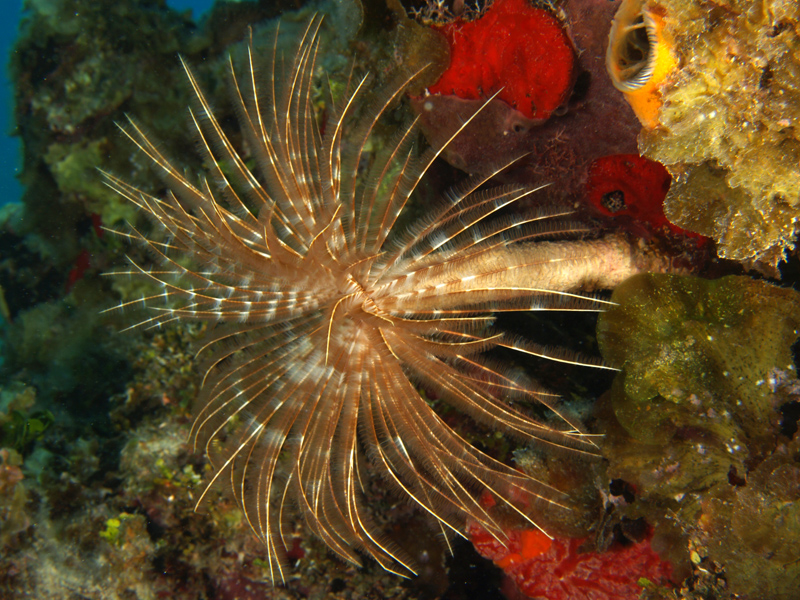
Sabellastarte magnifica.

Canalipalpata  G.W.Rouse & K.Fauchald, 1997 é uma ordem de anelídeos da classe Polychaeta (poliquetas) que inclui 31 famílias de filtradores, maioritariamente marinhos, agrupadas em 3 subordens, entre as quais Sabellida (com os anelídeos com penacho branquial em forma de leque Serpulidae e Sabellidae) e Alvinellidae (uma família que inclui espécies de águas profundas associadas às fontes hidrotermais).

## Descrição
As espécies que integram o taxon Canalipalpata não apresentam maxilares ou dentição, sendo na sua grande maioria animais filtradores dos fundos marinhos. Apresentam palpos sulcados e recobertos por  cílios que são utilizados para transportar as partículas de alimento até à boca. Contudo, os cílios e os sulcos não estão presentes na família Siboglinidae.
O registo fóssil mais antigo conhecido de membros do grupo Canalipalpata é um fóssil da espécie Terebellites franklini, encontado na Formação Clouds Rapids da Terra Nova, datado do  Cambriano médio (série St. David).
Muitas espécies de de Canalipalpata são visualmente atractivas, em especial as poliquetas-leque do grupo Sabellida e da espécie Spirobranchus giganteus (um Serpulidae), sendo utilizadas em aquariofilia e recomendadas para a decoração de aquários marinhos.

## Taxonomia
A ordem Canalipalpata inclui as seguintes subordens e famílias:
- Subordem Sabellida
  - Família Oweniidae
  - Família Sabellariidae
  - Família Sabellidae
  - Família Serpulidae
  - Família Siboglinidae
  - Família Spirorbidae
- Subordem Spionida
  - Família Apistobranchidae
  - Família Chaetophteridae
  - Família Longosomatidae
  - Família Magelonidae
  - Família Poecilochaetidae
  - Família Spionidae
  - Família Trochochaetidae
  - Família Uncispionidae
- Subordem Terebellida
  - Família Acrocirridae
  - Família Alvinellidae
  - Família Ampharetidae
  - Família Cirratulidae
  - Família Ctenodrilidae
  - Família Fauveliopsidae
  - Família Flabelligeridae
  - Família Flotidae
  - Família Pectinariidae
  - Família Poeobiidae
  - Família Sternaspidae
  - Família Terebellidae
  - Família Trichobranchidae
- Incertae sedis
  - Família Polygordiidae
  - Família Protodrilidae
  - Família Protodriloididae
  - Família Saccocirridae